# Richard O. Hynes
Richard Olding Hynes (* 29. November 1944 in Nairobi, Kenia) ist ein britisch-US-amerikanischer Molekularbiologe, der sich insbesondere mit der Zelladhäsion befasst.

## Leben
Hynes ist der Sohn eines Süßwasser-Ökologen und einer Physiklehrerin. Er studierte Biochemie an der Universität Cambridge mit dem Bachelor-Abschluss 1966 und dem Master-Abschluss 1970. Er wurde 1971 am Massachusetts Institute of Technology (MIT) in Biologie promoviert. 1971 bis 1974 war er Research Fellow des Imperial Cancer Research Fund in London.
Ab 1975 war er Assistant Professor und ab 1983 Professor für Biologie am MIT, seit 2002 als Daniel K. Ludwig Professor for Cancer Research. 1991 bis 2001 war er dort Direktor des Center for Cancer Research and Development. 1989 bis 1991 leitete er die Biologie Fakultät des MIT. Er ist am MIT in der Fakultät für Biologie und am David H. Koch Institute of Integrative Cancer Research. Seit 1988 ist er auch Forscher am Howard Hughes Medical Institute und seit 2004 assoziiertes Mitglied des Broad Institute des MIT.
Als Forscher des Imperial Cancer Research Fund in London Anfang der 1970er Jahre untersuchte er, was die Oberfläche von Krebszellen von normalen Zellen unterscheidet und fand das Zelladhäsionsmolekül Fibronektin, das bei normalen Zellen vorhanden war, aber nicht bei Krebszellen. Später entdeckte er eine weitere Gruppe von Proteinen, die eine wichtige Rolle bei der Zelladhäsion spielen, die Integrine: sie koppeln nach außen zum Beispiel an die Fibronektine, die die äußere Matrix bilden, und nach innen sowohl an Teile des Zytoskeletts als auch an das Signalsystem der Zelle. Er untersuchte die Rolle des Zelladhäsionssystems und von Defekten darin bei Krebs (und der Bildung von Metastasen und Angiogenese beim Krebs), bei weißen Blutkörperchen, bei denen ein Defekt der bei der Infektionsabwehr wichtigen Zellankopplungsmechanismen zu Entzündungen führt, und in der Blutgerinnung, wo Defekte in der Zell-Zell-Kopplung zur Thrombose führen können. Selectine spielen bei Blutgerinnung und Entzündungen (weißen Blutkörperchen) eine besondere Rolle und sind Gegenstand der Forschung im Labor von Hynes. Er untersuchte die Folge von genetischen Fehlern im Zelladhäsionssystem an Mausstämmen in seinem Labor. Eine häufig beobachtete Folge waren Defekte bei der Angiogenese. Sein Labor untersuchte auch, welche der schätzungsweise 2000 bis 3000 menschlichen Gene (5–10 % des Genoms bei Säugern), die bei der Zelladhäsion eine Rolle spielen, eine aktive Rolle bei der Krebsentstehung spielen und identifizierte einige von diesen. Sie untersuchen auch die evolutionäre Entwicklung dieses Gensystems (Adhesome).
1997 erhielt er den Gairdner Foundation International Award, 2007 den Pasarow Award und 2022 den . 1982 war er Guggenheim Fellow. Er ist Fellow der Royal Society, der National Academy of Sciences und deren Institute of Medicine, der American Academy of Arts and Sciences und der American Association for the Advancement of Science. Er war 2000 Präsident der American Society for Cell Biology.
Richard O. Hynes ist britischer und US-amerikanischer Staatsbürger.